# Fuego Del Sol
Fuego Del Sol (nacido el 16 de octubre de 1995) es un luchador profesional estadounidense. Actualmente, está firmado con All Elite Wrestling (AEW). 

## Carrera de lucha libre profesional
Del Sol debutó en mayo de 2014, compitiendo en gran medida en el circuito independiente de Oklahoma y Texas. Del Sol participó en Impact Wrestling's Collision en Oklahoma el 14 de octubre de 2017, en un combate a cuatro bandas contra Trevor Lee, DJ Z y Malico. En Victory Road el 14 de septiembre de 2019, Del Sol y Retro Randy fueron derrotados por The North (Ethan Page y Josh Alexander). También luchó para la WWE. el 6 de enero de 2020, como KJ Orso en Raw, perdiendo ante Erick Rowan.
Del Sol hizo apariciones regulares en AEW Dark y AEW Dark: Elevation durante la residencia de All Elite Wrestling en Daily's Place durante la pandemia de COVID-19. Su primera aparición fue el 9 de junio, cuando se asoció con Low Rida en un esfuerzo por perder contra SCU (Frankie Kazarian y Scorpio Sky). Su carrera resultó en una racha de 34 derrotas consecutivas, que se rompió el 6 de julio de 2021, donde se asoció con Marko Stunt para derrotar a Ryzin y Baron Black.
El 13 de agosto de 2021, Del Sol hizo su debut en Rampage en una lucha por el Campeonato TNT de AEW, perdiendo ante Miro. Después del partido, Sammy Guevara le ofreció un contrato y anunció que se había unido al roster principal. Del Sol luego compraría un auto nuevo que finalmente perdería ante Miro el 17 de septiembre, en un partido de Campeonato contra Auto. En el episodio del 29 de septiembre de Dynamite , Del Sol interfirió en el partido de Guevara contra Miro, lo que resultó en que Guevara ganara el campeonato. El 26 de enero de 2022, Del Sol una vez más ayudó a Guevara en su partido por el Campeonato TNT contra Cody Rhodes en AEW Beach Break. 

## Vida personal
Del Sol reside en la ciudad de Oklahoma.